# Subliminal (rappeur)
Pour les articles homonymes, voir Subliminal.
Ya'akov "Kobi" Shimoni (hébreu : יעקב "קובי" שמעוני, né le 13 novembre 1979), connu comme Subliminal (סאבלימינל), est un rappeur et producteur de musique israélien.

## Biographie
Subliminal est né à Tel Aviv, en Israël, d'une mère de Mashhad, en Iran, et d'un père de Tunisie. Subliminal a commencé la musique à 12 ans, et à 15 ans il rencontrera Yoav Eliasi HaTzel. Les deux deviendront très vite amis grâce à leur passion pour le hip-hop.
En 1995 les deux commencent à exercer dans des clubs israéliens, portant des vêtements baggy et des chaines en or, ils sont très vite suivis par la jeunesse israélienne écoutant du hip-hop, et plus tard ils sortent leur premier album, "Ha'Or M'Zion".
Après la Seconde Intifada en 2000 les deux commencent à écrire des chansons patriotiques. Ils deviennent connus en tant que créateurs du "hip-hop Sioniste", une étiquette toujours accolée à eux. Contrairement à la plupart des chanteurs de rap, ils défendent le service militaire et évitent de se droguer et de fumer.
Fils de réfugiés juifs, ils sont très stricts dans leur vision politique. "En Tunisie, mon père a grandi avec sa famille fermant toutes portes et fenêtres toutes les fois qu'ils exécutaient une cérémonie juive -- du fait de la crainte d'agressions". « Les deux parents, dit-il, « ont couru pendant leurs vies » vers Israël, où ils ont passé des décennies à récupérer de la persécution qu'ils avaient subie."
Subliminal et HaTzel ont aussi aidé à faire découvrir le rappeur arabe israélien Tamer Nafar; ils ont collaboré mais se sont séparés à cause de points de vue politiques différents. L'extrémité amère de leur relation musicale est racontée dans le documentaire, Channels of Rage.

## L'impact social
À travers les textes et les concerts, Subliminal et son groupe visent à inspirer et encourager une nouvelle génération à être une nation israélienne unie. À plusieurs de ses concerts, Subliminal commence par crier, “Qui est fier d'être un sioniste dans l'état d'Israël, levez les mains!” Subliminal peut être vu avec des vêtements hip-hop américains et une grosse chaine avec une étoile de David autour du cou. Le journaliste Joshua Mitnick a écrit que Subliminal a transformé l'étoile de David en un outil de mode et aidé à intégrer la musique de l'Amérique urbaine dans la pop israélienne. On peut néanmoins rester perplexe devant cette attitude, signe d'absence de recul critique auquel on s'attend de la part d'un personnage public. 
Subliminal a vendu des dizaines de milliers d'albums. Le hip-hop, une forme d'art essentiellement américaine, aide ainsi certains Israéliens à vivre dans un pays meurtri par des années du combat entre Israéliens et Palestiniens.
Subliminal utilise le hip-hop pour inspirer les adolescents israéliens dans un nouveau contexte global. Bien que les messages dans ses chansons ne soient pas nouveaux et clairement univoques, les adolescents israéliens qui écoutent sa musique ont grandi en Israël des décennies après l'établissement du pays. Subliminal et son groupe tentent d'instiller un nouveau sens du sionisme aux adolescents au XXIe siècle. Il emploie le hip-hop, écrivant les textes et dépeignant des images parlant de la vie dans le pays, pour communiquer avec des adolescents aujourd'hui.

## Discographie

### Albums Studio
- Ha'Or m'Zion (האור מציון, "La lumière de Sion") (2000)
- Ha'Or Ve'HaTzel Avec HaTzel (האור והצל, "La lumière et l'ombre") 2002
- TACT All-Stars Avec Mishpacha TACT (תאקט אול סטארז, "TACT All-Stars") (2004)
- Bediuk Kshe'Chashavtem she'Hakol Nigmar (בדיוק כשחשבתם שהכל נגמר, "Au moment même où tu pensais que tout était fini") (2006)
- Jew-Niversal (2011)
- Ha'Yetzira she'li (היצירה שלי, "Ma création") (2012)

#### L'album TACT All-Stars
- Hineni/Viens Ici (הנני/Viens Ici, "Viens Ici") featuring Francky Perez (2004)
- Lama (למה, "Pourquoi?") (2004)
- Prachim Ba'Kané(פרחים בקנה, "Fleurs dans un baril") (2004)
- Peace in the Middle East (שלום במזרח התיכון, "La paix au Moyen-Orient") (2005)

#### Solo

##### L'album Bediuk Kshe'Hashavtem she'Hakol Nigmar
- Hamakom Hamushlam (המקום המושלם, "L'endroit parfait") (2006)
- Classit u'Parsi(קלסית ופרסי, "Classic et Persan") featuring Joe Budden et Miri Ben-Ari (2006)
- Toro (טורו, "Toro") featuring Alon de Loco (2006)
- In Tel Aviv (אין תל אביב, "à Tel Aviv") featuring Wyclef Jean et HaTzel (2006)
- Lifamim ani Margish (לפעמים אני מרגיש, "Parfois j'ai la sensation") featuring David Broza (2006)

##### Non-album singles
- Shir Shel Rega Eḥad (שיר של רגע אחד, "Chanson pour un moment") featuring Mishpacha TACT (2005)
- Yoter mi'Zeh Anaḥnu lo Tzrikhim (יותר מזה אנחנו לא צריכים, "Nous n'avons plus besoins de tout ça") featuring Itzik Shamli (2006)
- Adon Olam Ad Matai? (אדון עולם עד מתי, "Dieu Tout Puisant, Quand sa s'arrêtera?") featuring Miri Ben-Ari (2007)
- Bat Shishim (בת שישים, "soissant ans")  featuring Hagevatron (2008)
- Mi Ze? (Hebrew: מי זה ?!, "Qui-es ?!") featuring Shi 360 & Michael HarPaz (2009)
- Alay (Hebrew: עלי, "Moi") featuring Dana International  (2009)
- International (Hebrew: אינטרנשיונל, "International") (2010)
- Fuego featuring Tony Touch (2011)
- In Love featuring Liran Aviv (Juillet 2011)
- Taket (תאקט) faturing The Shadows, Sivan, Itzik Shamli (2024)